# 拉巴邦
拉巴邦（法語：La Barben，法語發音：[la baʁbɛ̃]）是法国普罗旺斯-阿尔卑斯-蓝色海岸大区罗讷河口省的一个市镇，属于普罗旺斯地区艾克斯区。

## 地理
拉巴邦（43°37'48"N, 5°10'35"E）面积22.85 平方千米，位于法国普罗旺斯-阿尔卑斯-蓝色海岸大区罗讷河口省，该省份为法国东南部沿海省份，北起沃克吕兹省，西接加尔省，南濒地中海，东临瓦尔省。
与拉巴邦接壤的市镇（或旧市镇、城区）包括：朗贝斯克、朗松普罗旺斯、佩利萨讷、圣卡纳。

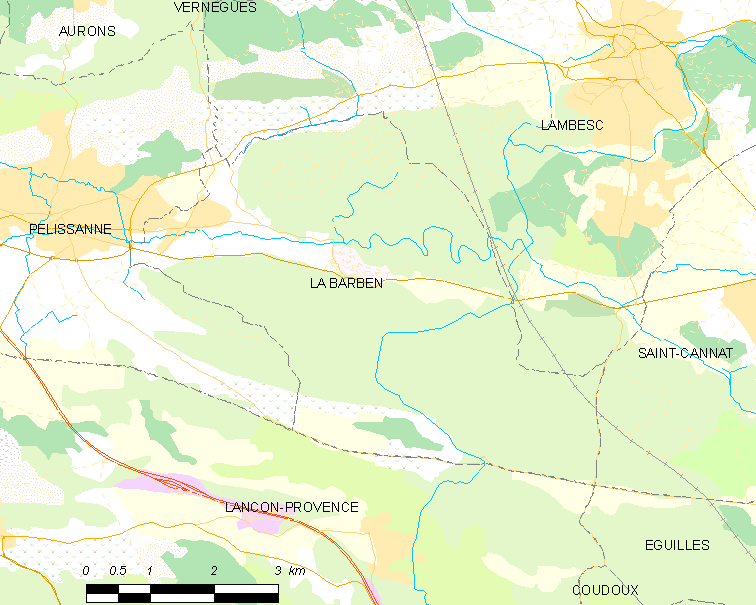
拉巴邦的OSM定位图

拉巴邦的时区为UTC+01:00、UTC+02:00（夏令时）。

## 行政
拉巴邦的邮政编码为13330，INSEE市镇编码为13009。

## 政治
拉巴邦所属的省级选区为佩利萨讷县。

## 人口

1962-2008年间拉巴邦人口变化图示

拉巴邦于2022年1月1日时的人口数量为852人。